# Карагайли (селище)
Карагайли (каз. Қарағайлы) — селище у складі Каркаралінського району Карагандинської області Казахстану. Адміністративний центр Карагайлинської селищної адміністрації.
Населення — 3380 осіб (2021; 4850 у 2009, 6188 у 1999, 12005 у 1989).
Заснований 1952 року, у період 1977-1988 років був центром Талдинського району. У радянські часи у селищі працював гірничо-збагачувальний комбінат, завдяки якому селище процвітало. Були збудовані багатоповерхові будинки, діяли російські та казахські школи, працювали універсами. У 1990-их роках комбінат був закритий, селище почало занепадати. На початку 2003 року корпорація «Казахмис» вклала кошти у комбінат, запустила його, хоча і не на повну потужність. Зараз тут ведеться видобуток та збагачення залізної руди та золота з Абизького родовища.